# Chiesa di Sant'Antonio Abate (Pergine Valsugana)
La chiesa di Sant'Antonio abate è una chiesa sussidiaria a Pergine Valsugana che risale all'XI secolo.

## Storia

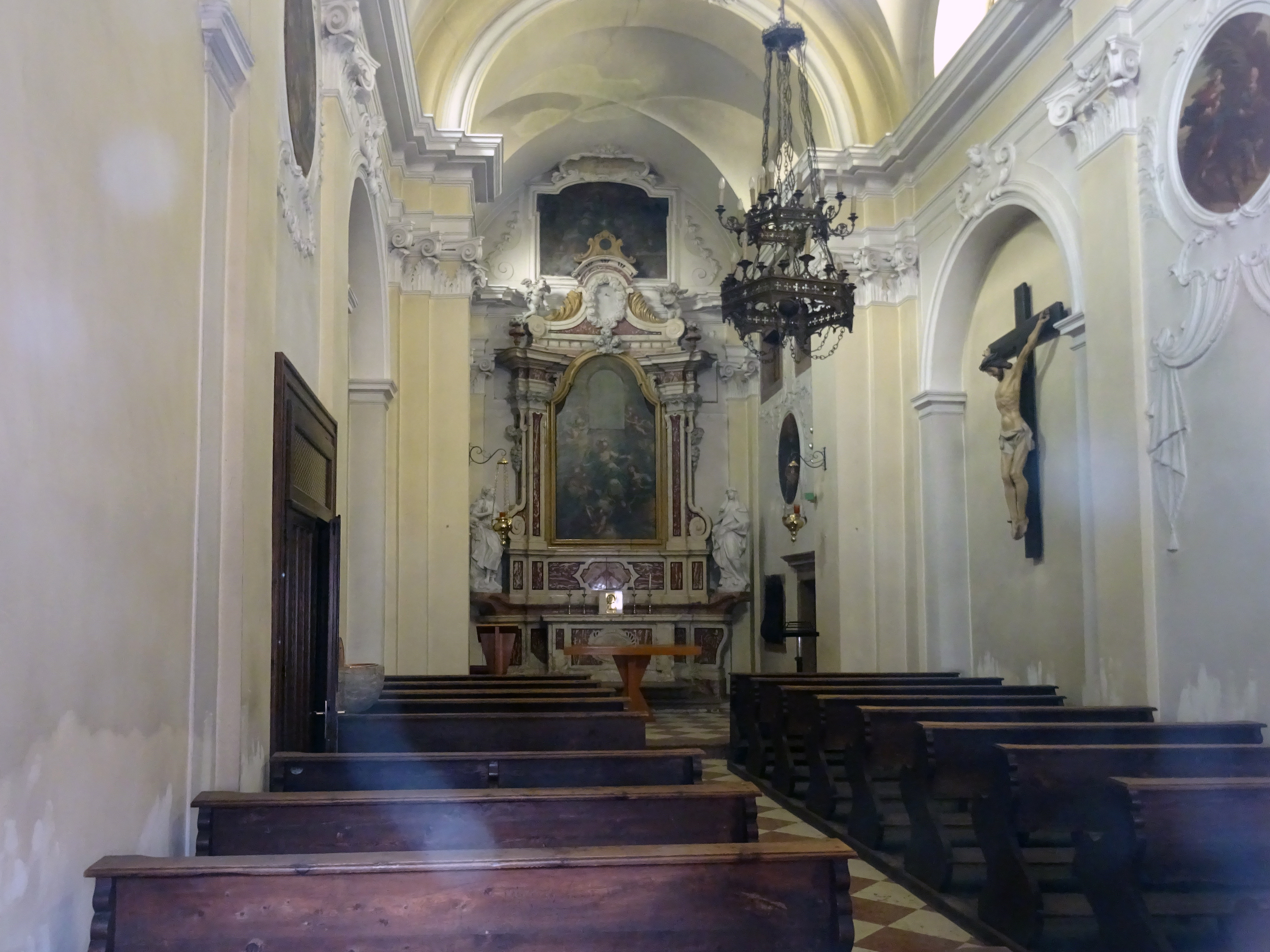
Interno

Secondo la tradizione locale accanto al camposanto di Pergine era presente una piccola cappella sin dal 1089, e sarebbe stata dedicata o a Sant'Antonio abate oppure alle anime dei defunti.
Alla fine del XV secolo questa prima cappella venne quasi completamente sepolta da un'alluvione e si decise di erigere una nuova chiesa esattamente sullo stesso sito, sovrapponendo all'antica costruzione quella moderna e generando, in tal modo, una certa difficoltà nel definire in modo certo le rispettive dedicazioni. L'antica cappella restò in uso sino al XVIII secolo, e così la prima chiesa venne generalmente chiamata delle Anime mentre la nuova chiesa di Sant'Antonio è talvolta definita anche chiesa di San Valentino.
La nuova chiesa, trascorsi oltre due secoli, venne giudicata non più sufficiente per le esigenze dei fedeli, troppo piccola, e nel 1746 il nuovo edificio era stato costruito e già decorato negli interni con stucchi.
Con la chiusura del vicino cimitero, le ossa dei defunti esumate vennero deposte nella cappella sotterranea che dopo tale operazione, nel 1797, fu murata.
Con l'inizio del XX secolo la facciata dell'edificio e la sua parete a ovest vennero protette per salvare gli antichi affreschi presenti, che tuttavia sono andati ugualmente perduti a parte piccoli frammenti dell'immagine di San Cristoforo.
Durante il secondo conflitto mondiale i militari tedeschi requisirono la chiesa e la utilizzarono come deposito quindi durante il dopoguerra fu necessaria una sistemazione ed inizialmente fu utilizzata per riunioni della comunità. In quel momento si pose mano all'altar maggiore e fu realizzata, al posto della pala, un'imitazione della grotta di Lourdes.
A partire dal 1960 circa iniziò un ciclo di restauri che toccò molte parti della struttura come la copertura, per la quale furono usate lastre di porfido, fu rimossa la grotta di Lourdes, venne sostituito il pavimento della sala e furono rivisti gli impianti. Nuovi interventi hanno protetto le fondazioni dall'umidità, si è provveduto alla tinteggiatura generale ed è stato restaurata la parte residua dell'affresco di San Cristoforo.